# Cub
Cubul sau hexaedrul este un poliedru mărginit de șase fețe de formă pătrată. Este un paralelipipedul dreptunghic cu toate muchiile egale. 
Fețele unui cub au formă de pătrat și sunt congruente, iar aria oricărei fețe este egală cu pătratul laturii; figura are șase fețe congruente, deci aria totală este 6 ori pătratul laturii. Volumul este latura la puterea a treia, de unde vine și denumirea puterii a treia a oricărui număr drept „cubul” acelui număr.
Diagonala cubului este proporțională cu latura, cu un factor de {\displaystyle {\sqrt {3}}}.

## Formule
| Aria totală     | {\displaystyle 6l^{2}}       | Aria laterala     | {\displaystyle 4l^{2}}       |
| Aria feței      | {\displaystyle l^{2}}        | Volum             | {\displaystyle l^{3}}        |
| Diagonala feței | {\displaystyle l{\sqrt {2}}} | Diagonala cubului | {\displaystyle l{\sqrt {3}}} |

## Elemente componente
Un cub este un corp geometric (tridimensional) care are din punct de vedere constructiv:
- 6 fețe pătratice congruente;
- 12 muchii de lungime egală;
- 8 vârfuri (colțuri), în care se întâlnesc câte 3 fețe și trei muchii adiacente.